# Cristopher Fiermarin

Cristopher Javier Fiermarin Forlán (Rosario, Uruguay; 1 de enero de 1998) es un futbolista uruguayo que juega de guardameta. Su equipo actual es el Deportes Tolima de la Categoría Primera A de Colombia. 

## Trayectoria
Formado en las inferiores del Defensor Sporting, Fiermarin fue cedido al ascendido City Torque en 2018. Debutó en la primera uruguaya el 1 de abril ante Peñarol.
Firmó con el club en 2019, y fue cedido al Lommel SK belga en la temporada 2021-22.
A mediados de la temporada 2023, el portero fue cedido al Defensa y Justicia.

## Selección nacional
Fue internacional juvenil por Uruguay, y disputó el Campeonato Sudamericano Sub-17 de 2015 y el Torneo Preolímpico Sudamericano Sub-23 de 2020.

## Estadísticas

### Clubes
Actualizado de acuerdo al último partido jugado el 29 de julio de 2025.
| Club                         | Div.          | Temporada     | Liga  | Liga  | Copas nacionales | Copas nacionales | Copas internacionales | Copas internacionales | Total | Total |
| Club                         | Div.          | Temporada     | Part. | Goles | Part.            | Goles            | Part.                 | Goles                 | Part. | Goles |
| ---------------------------- | ------------- | ------------- | ----- | ----- | ---------------- | ---------------- | --------------------- | --------------------- | ----- | ----- |
| City Torque · Uruguay        | 1.ª           | 2018          | 22    | 0     | —                | —                | —                     | —                     | 22    | 0     |
| City Torque · Uruguay        | 2.ª           | 2019          | 22    | 0     | —                | —                | —                     | —                     | 22    | 0     |
| City Torque · Uruguay        | 1.ª           | 2020          | 36    | 0     | —                | —                | —                     | —                     | 36    | 0     |
| City Torque · Uruguay        | 1.ª           | 2021          | 6     | 0     | —                | —                | 6                     | 0                     | 12    | 0     |
| City Torque · Uruguay        | 1.ª           | 2022          | 14    | 0     | —                | —                | —                     | —                     | 14    | 0     |
| City Torque · Uruguay        | 1.ª           | 2023          | 0     | 0     | —                | —                | —                     | —                     | 0     | 0     |
| City Torque · Uruguay        | Total club    | Total club    | 100   | 0     | 0                | 0                | 6                     | 0                     | 106   | 0     |
| Lommel SK · Bélgica          | 2.ª           | 2021-22       | 18    | 0     | 2                | 0                | —                     | —                     | 20    | 0     |
| Lommel SK · Bélgica          | Total club    | Total club    | 18    | 0     | 2                | 0                | 0                     | 0                     | 20    | 0     |
| Defensa y Justicia Argentina | 1.ª           | 2023          | 0     | 0     | 7                | 0                | -                     | -                     | 7     | 0     |
| Defensa y Justicia Argentina | 1.ª           | 2024          | 10    | 0     | 15               | 0                | 6                     | 0                     | 31    | 0     |
| Defensa y Justicia Argentina | Total club    | Total club    | 10    | 0     | 22               | 0                | 6                     | 0                     | 38    | 0     |
| Deportes Tolima · Colombia   | 1.ª           | 2025          | 24    | 0     | 1                | 0                | 2                     | 0                     | 27    | 0     |
| Deportes Tolima · Colombia   | Total club    | Total club    | 24    | 0     | 1                | 0                | 2                     | 0                     | 27    | 0     |
| Total carrera                | Total carrera | Total carrera | 152   | 0     | 25               | 0                | 14                    | 0                     | 191   | 0     |

## Palmarés

### Títulos nacionales
| Título           | Club        | País    | Año  |
| ---------------- | ----------- | ------- | ---- |
| Segunda División | City Torque | Uruguay | 2019 |

## Vida personal
Es pariente lejano de Diego Forlán.